# Celestino Prieto
Celestino Prieto Rodriguez (Barcellona, 29 gennaio 1961) è un ex ciclista su strada spagnolo, professionista dal 1981 al 1990.
Ha preso parte a sei edizioni del Tour de France e ad altrettante della Vuelta a España; in quest'ultima si è aggiudicato anche una tappa.

## Carriera
Passato professionista con la Kelme centra subito un importante traguardo riuscendo ad aggiudicersi all'esordio una tappa della Vuelta a España 1981. Nella stessa stagione riuscirà ad aggiudicarsi anche un'altra corsa, una tappa alla Costa del Azahar, breve corsa a tappe spagnola che concluderà al sesto posto della classifica generale.
Nel 1982 sfiora nuovamente il successo alla Vuelta, arrivando secondo nella Antella-Albacete, quattordicesima frazione, dietro il francese Dominique Arnaud. Concluderà la grande corsa a tappe spagnola al dodicesimo posto finale, suo miglior risultato nella classifica generale di un grande giro, eguagliato solo e sempre alla Vuelta nel 1985.
La stagione lo vede comunque vincitore di due frazioni in brevi corse a tappe spagnole.
Nel 1983 passa alla Reynolds con la quale partecipa sia alla Vuelta che al Tour de France come gregario di Pedro Delgado. Ottiene anche delle soddisfazioni personali: vince una tappa alla Vuelta Burgos che conclude al quarto posto ed è quinto nella Vuelta a Castilla e decimo ai Campionati spagnoli.
Nel 1984 è accompagna nuovamente Delgado sia alla Vuelta che al Tour, è una stagione in cui non riesce a vincere, ma è comunque secondo nei campionati spagnoli, terzo nella Classica di San Sebastian e nella Vuelta Burgos, sesto al Tour de l'Aude e settimo nella Prieba Villafranca de Ordizia, inoltre riceve anche la convocazione per il Campionato mondiale corso nella sua natia Barcellona, da questa stagione e per i successivi tre anni sarà complnene stabile della nazionale spagnola ai mondiali.
Torna al successo nel 1985 imponendosi in una corsa in linea spagnola, il Gran Premio Navarra (sarà anche il suo ultimo successo tra i professionisti), è terzo alla Vuelta Burgos, ottavo alla Volta Ciclista a Catalunya ed ai campionati spagnoli, e sia alla Vuelta che al Tour ottiene una buona classifica arrivando rispettivamente dodicesimo e diciassettesimo.
La stagione successiva non è altrettanto prolifica ed un sesto posto nella classifica generale della Vuelta a la Rioja sarà il suo miglior risultato. Passa dunque nel 1987 alla Kas, squadra capitanata da Sean Kelly ed Acácio da Silva. Il suo ultimo risultato di rilievo sarà il secondo posto nel Trofeo Luis Puig proprio in quell'annata. Chiuderà la carriera alla ONCE due anni più tardi.

## Palmarès
- 1981 (Kelme, due vittorie)

4ª tappa Vuelta a España (Salamanca > Cáceres)
2ª tappa Costa del Azahar (Vall de Uxo > Alto del Mirador)
- 1982 (Kelme, due vittorie)

5ª tappa Setmana Catalana (Viladecans > La Llagosta)
4ª tappa Vuelta a las Tres Provincias (Villayosa > Gandia)
- 1983 (Reynolds, una vittoria)

1ª tappa Vuelta Burgos (Burgos > Aranda de Duero)
- 1985 (Reynolds, due vittorie)

5ª tappa Vuelta a Castilla y Leon (Zamora > Zamora)
Gran Premio Navarra

### Altri successi
- 1983 (Reynolds)

Classifica a punti Vuelta Burgos
- 1985 (Reynolds)

Classifica scalatori Volta Ciclista a Catalunya 1985
Circuito di Zamora
- 1990 (O.N.C.E. - Look - Mavic)

3ª tappa 2ª semitappa Vuelta a Murcia ( (Yecla > Jumilla, Cronosquadre)

## Piazzamenti

### Grandi Giri
- Giro d'Italia

1982: fuori tempo massimo (13ª tappa)
- Tour de France

1983: 46º
1984: 34º
1985: 17º
1986: non partito (15ª tappa)
1987: 100º
1988: 117º
- Vuelta a España

1981: 26º
1982: 12º
1983: 40º
1984: 28º
1985: 12º
1986: ritirato
1987: 41º
1988: ritirato (13ª tappa)
1989: ritirato (9ª tappa)

### Classiche monumento
- Milano-Sanremo

1985: 45º
1987: 75º

### Competizioni mondiali
Barcellona 1984 - In linea: ritirato
Giavera del Montello 1985 - In linea: 28º
Colorado Springs 1986 - In linea: 77º
Villach 1987 - In linea: 36º